# Leptostylus latifasciatus
Leptostylus latifasciatus là một loài bọ cánh cứng trong họ Cerambycidae.